# Repas infernal
Repas infernal è un cortometraggio del 1901 diretto da Ferdinand Zecca.

## Trama
Un uomo che prepara la tavola con il cibo, sparisce appena un altro uomo entra da una porta. Appena entrato, si tuffa sotto il tavolo e nell'alzarsi rovescia tutto per terra. Ad un certo punto, appare un genio infernale, che con un balzo ed una fumata entra nella zuppiera.